# Núria Coll Gelabert
Núria Coll Gelabert (Tiana, 1980), periodista, especialitzada en temes de divulgació sobre alimentació ecològica i saludable.
Va crear el 2011 la primera revista en línia de nutrició en català, Ets el que menges., de la qual roman directora. Al cap de dos anys, Coll en va crear una versió en castellà, Soycomocomo. Organitza també el Cómo Como Festival i dirigeix la Consulta Nutricional d'Etselquemenges. Publica cada any l'Agenda d'Etselquemenges on recull consells d'alimentació saludable i menús estacionals.
Va treballar amb Antoni Bassas com a redactora i locutora a El Matí de Catalunya Ràdio de 2005 a 2008. A Catalunya Ràdio va presentar La nit dels ignorants de l'estiu, El secret de l'estiu i va ser redactora i locutora dels programes Eduqueu les criatures de Carles Capdevila, El Secret de Sílvia Cóppulo i El Suplement amb Tatiana Sisquella. Després Coll va fitxar pel programa Divendres del Terrat i TV3 on va compartir pantalla amb els presentadors de l'espai, Xavi Coral i Espartac Peran.
El 2013 va publicar la novel·la Tots els llocs em recorden a tu. un retrat irònic de la Barcelona de la primera part del segle xx.